# Гіркий ялівець
«Гіркий ялівець» (рос. «Горький можжевельник») — російський радянський фільм режисера  Бараса Халзанова. Виробництво  Свердловської кіностудії 1985 року.

## Сюжет
Дія фільму відбувається у 1943 році. Йде Німецько-радянська війна. За кілька тисяч кілометрів від фронтів, далеко на сході, в бурятському селі, тривають трудові будні. Всі чоловіки пішли воювати з гітлерівцями і вся тяжкість нелегкої селянського праці лягла на плечі людей похилого віку, жінок і дітей.
Фільм розповідає саме про дітей і підлітків військових років, які своєю посильною працею надали неоціненну допомогу старшому поколінню. З малих років працюючи на фермах і полях, і в холоднечу і спеку, часто недоїдаючи, ці підлітки так само внесли свій вклад в загальнонародну Перемогу.

## Актори
- Петро Абашеєв —  Ірінчін, мірошник
- Майдарі Жапхандаєв —  Тубчін Пурбуйович ,  голова сільради
- Белігто Дашієв —  Абдал
- Олександр Барлуков —  Тумер
- Марина Степанова —  Оюна
- Баярто Дамбаєв —  Тудупка
- Соднам Будажапов —  Лхамо
- Базар-Хандо Рабданова —  Хандама
- Цирен-Дулма Дондокова —  Долсоном

## Знімальна група
- Режисер — Барас Халзані
- Сценарист — Барас Халзані
- Оператор — Ігор Лукшин
- Композитор — Олексій Мажуков
- Художники — Валерій Кукенков, Владислав Расторгуєв